# Loro Ravachol
El Loro Ravachol ("El loro más famoso del mundo") vivió en Pontevedra, España, entre 1891 y 1913. 
Era el animal de compañía del farmacéutico Perfecto Feijoo. A lo largo de su vida se convirtió en un símbolo de la ciudad por su carisma y simpatía. Tras su muerte, la población pontevedresa le dedicó una calurosa despedida con una multitudinaria asistencia. El entierro del loro Ravachol se conmemora todos los años durante el Carnaval de Pontevedra.
Tiene un monumento en la confluencia de la plaza de la Peregrina con la calle Michelena de Pontevedra realizado en hierro por el escultor José Luis Penado en 2006.

## Origen del nombre
No existe constancia de que el loro tuviera un nombre determinado durante sus primeros meses en Pontevedra, pero antes de que se cumpliera un año de su llegada a la ciudad, todos los vecinos lo conocían con el nombre de un famoso revolucionario francés, François Claudius Koënigstein, conocido como Ravachol, un anarquista que además de alborotador se ganó la fama de temido terrorista por unos atentados realizados con dinamita. Tras su detención, en 1892 fue ejecutado en la guillotina. La noticia ocupó titulares de prensa en todo el mundo.
Fue don Perfecto Feijoo, su propietario, el que bautizó al loro con el nombre de Ravachol, dadas sus muestras de rebeldía y carácter alborotador.

## Historia

### El propietario
El farmacéutico pontevedrés Perfecto Feijoo se licenció en la universidad de Santiago de Compostela, y desde 1880 regentaba la botica de la plaza del santuario de la Iglesia de la Virgen Peregrina en la esquina con la calle de la Oliva. Don Perfecto fue un pionero en el campo de la música tradicional; tocaba la gaita y fue fundador del primer coro folklórico de Galicia en 1880. De carácter ameno y cercano, reunía en su farmacia a la flor y nata de la sociedad pontevedresa. Personalidades de la política, las artes y las ciencias acudían a su botica participando en las más animadas tertulias. Sin duda, se trata una de las personalidades más carismáticas de la Galicia de la época.

### Orígenes
En 1702 la flota española aliada con la francesa intenta desembarcar en la ría de Vigo las mercancías traídas de América. Los barcos son atacados por la flota anglo-holandesa dando lugar a la famosa batalla de Rande. Entre las mercancías que venían del nuevo continente había un cargamento de aves exóticas. Del hundimiento de los buques lograron sobrevivir un gran número de papagayos que se expandieron por las cercanías y fueron recogiendo los lugareños. El estudioso Fray Martin Sarmiento relató la existencia de un papagayo expuesto en una jaula frente a la casa del concejo (ayuntamiento). El profesor Filgueira Valverde (Adral) recordó asimismo la posibilidad de que Ravachol fuera descendiente directo de aquellos "papagayos de la flota".

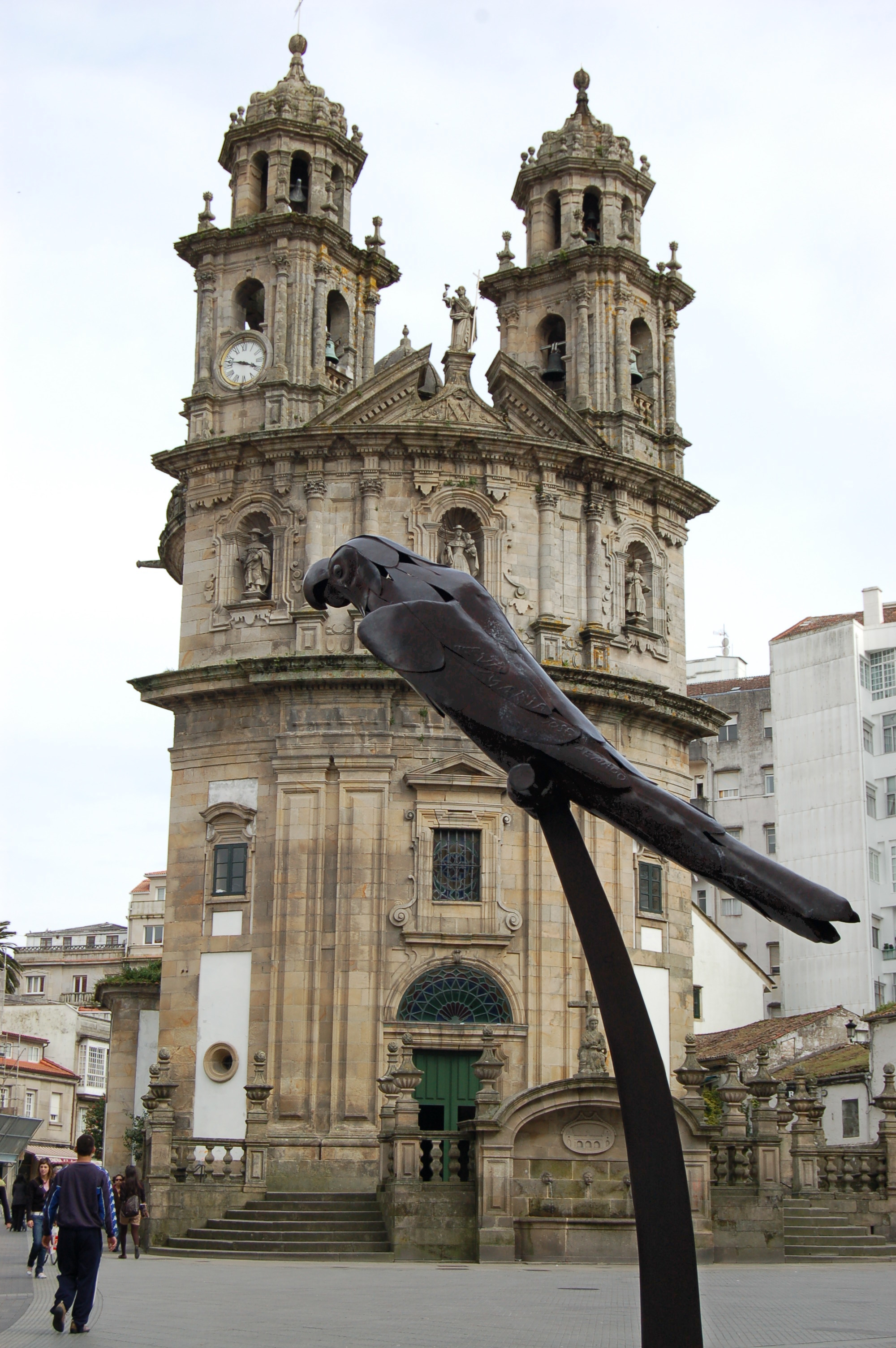
Ravachol y la Iglesia de la Virgen Peregrina.

Se desconoce la fecha de nacimiento del loro Ravachol pero se sabe que fue en 1891 cuando un profesor de música amigo de Don Perfecto le regaló tan exótico animal. Se trataba de Martín Fayes, quien ostentaba el cargo de director de la banda militar del regimiento de infantería de Guillarey-Tuy, muy próximo a la frontera con Portugal. De dicho regimiento llegó un joven loro que estaría en Pontevedra 22 años.

### Llegada a Pontevedra
La adaptación del loro a su nuevo hogar le llevó cierto tiempo, si bien una vez que mostró su temperamento, sorprendió a propios y extraños. "Pronto exteriorizó su carácter alborotador e irreverente que llevaba dentro". Su habilidad para la palabra se fundía con un vocabulario vulgar y cuartelero que dejaba sorprendidos a vecinos y visitantes. La jaula del loro según la época del año y la hora del día se situaba en la botica, en la rebotica o en el exterior de la farmacia junto a un banco de piedra. Era este último lugar donde el loro se encontraba más a gusto disfrutando del bullicio de los transeúntes.

### Muerte del loro
El 26 de enero de 1913 falleció el loro Ravachol. Se dice que la causa de su muerte fue un empacho de bizcochos mojados en vino. La prensa recogió la noticia con gran estupor dejando a la sociedad pontevedresa sumida en el más profundo desconsuelo. Reseñaron los periódicos de la época que Ravachol gozaba en toda Galicia de una "notable nombradía". La sociedad pontevedresa se envolvió en una triste sensación de dolor y se organizó para despedir al referente más emblemático de la ciudad. El cadáver fue embalsamado y expuesto en la farmacia que se abarrota por las muestras de dolor de los pontevedreses. A don Perfecto le llegaron telegramas de condolencias de toda la geografía española. 
La farmacia se quedó pequeña para acoger a los pontevedreses y fue la Sociedad de Artesanos la que instaló, con más solemnidad, una capilla ardiente. Además de la ciudadanía acudieron todas las autoridades civiles y militares ya que la noticia conmovió a la ciudad y a a la comarca. Fijaron la fecha del entierro para el día 5 de febrero, miércoles de Ceniza. La Sociedad de Artesanos organizó los actos fúnebres. Se publicó un bando donde solicitaron la asistencia al entierro "disfrazado cada uno a su manera y portando un farol fúnebre". Encabezó la comitiva una docena de jinetes, que estaba compuesta de bandas de música, comparsas, carrozas y miles de ciudadanos que en luctuoso desfile se dirigieron al Circo-Teatro del parque de las Palmeras. Ante un graderío abarrotado se celebró una fúnebre despedida denominada "Velada Infausta". Ilustres pontevedreses participaron de estos actos que despidieron al muy querido loro Ravachol. Los restos mortales del animal fueron enterrados en la finca que Don Perfecto poseía en Mourente. Fueron los íntimos tertulianos de la botica, los que dieron el último adiós al loro que durante más de veinte años mantuvo a la sociedad pontevedresa pendiente de sus extravagancias.

## Descripción

### Personalidad
Sin duda el temperamento del loro fue de lo más peculiar, su verborrea y facilidad de palabra lo convirtieron en un singular atractivo. Pronto se ganó el cariño popular y hasta la farmacia se acercaban vecinos de todos los lugares para observar con asombro sus habilidades. Muchos clientes obsequiaban al loro con algún caramelo y los que no lo hacían solían recibir un buen rapapolvo.

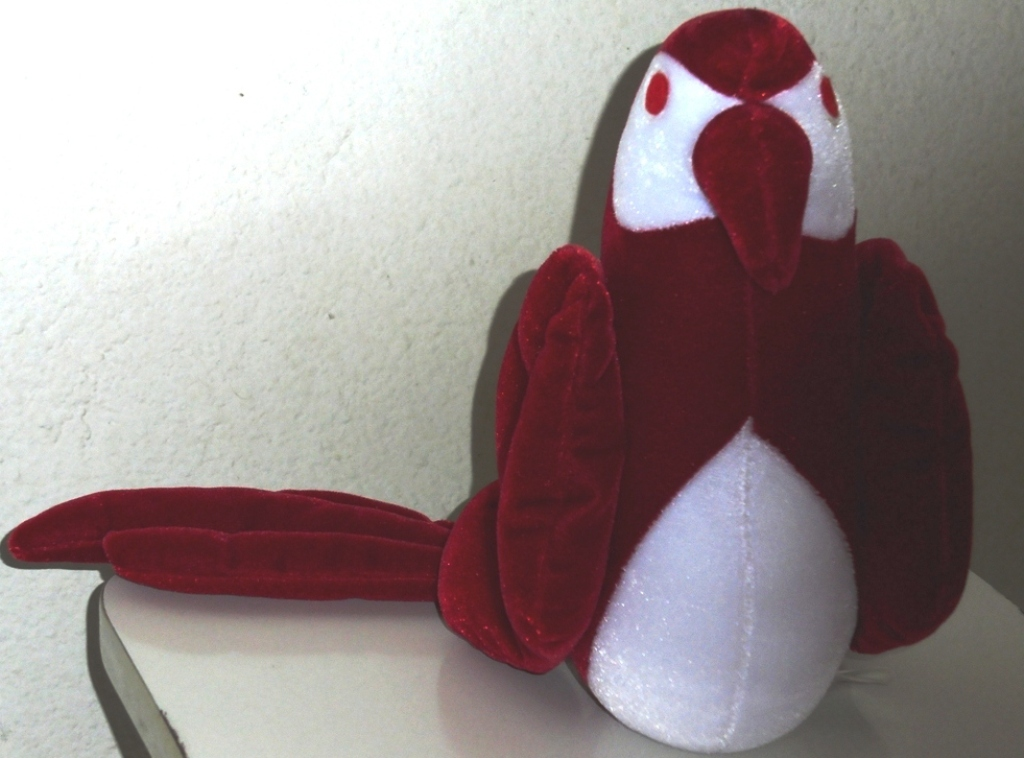
Souvenir oficial del Loro Ravachol.

### Carisma
La vida del simpático animal estuvo marcada por un gran número de anécdotas relacionadas con su facilidad de palabra y especial sarcasmo. Lo más sorprendente es que a su fluidez en el lenguaje iba unida una supuesta inteligencia que le permitía mantener pequeñas conversaciones. Además identificaba algunas situaciones para aplicar sus frases, casi siempre en gallego, que pronto se hicieron populares y fueron utilizadas en el lenguaje diario de los pontevedreses. Don Perfecto trató de corregir su mal comportamiento verbal y la frase amenazante "se collo a vara" (si cojo el bastón). Esta frase el loro la hizo propia para dirigirse a los que se metían con él. Cuando algún ciudadano se acercaba y hacía que le daba un caramelo le decía "Vaite de aí, lambón" (Vete de ahí, goloso). Si nadie atendía la botica y entraba algún cliente gritaba: "Don Perfeuto, parroquia" (Don Perfecto, hay gente) o también "Xente na tenda" (Gente en la tienda). Si el cliente tenía mal aspecto gritaba "aquí non se fía". Para cuando entraba un sacerdote imitaba a un cuervo. También tenía fama su forma de hacer plegarias y cantos durante la misa que se celebraba en la cercana iglesia de la Virgen Peregrina, causando malestar a los religiosos, a los que llamaba "bárbaros". 
El loro Ravachol se despachó bien a gusto con varios personajes de la época. Recibieron sus insultos intelectuales y poderosos políticos. Al propio presidente del gobierno Eugenio Montero Ríos y a la escritora Emilia Pardo Bazán les dedicó insultos que acarrearían una buena condena en la época. Una muestra de su sorprendente capacidad es que en ocasiones gritaba "Don Perfeuto, a despachar" y cuando se acercaba el farmacéutico le decía "engañeiche" (¡te engañé!).
En los carnavales de 1900 se le concedió un papel en una obra de teatro, ya que sus habilidades para la conversación convencieron al director. Aunque a la hora de la verdad demostró su extravagancia, actuando de manera indisciplinada y poniendo verdes a todos los actores.

## El loro Ravachol como inspiración literaria

#### EnLa Saga-Fuga de J.B.de Gonzalo Torrente Ballester
El novelista Gonzalo Torrente Ballester, que vivió varios años en Pontevedra, se inspiró en esta ciudad real para crear "Castroforte del Baralla", la fabulosa ciudad volante de su novela más ambiciosa, La Saga-Fuga de J.B., publicada en 1972. Dentro de esta ciudad fantástica, aparece un boticario anticlerical (don Perfecto Reboiras) que es un trasunto del farmacéutico Perfecto Feijoo, y que es propietario de un loro famoso por su desembarazada desvergüenza:
Don Perfecto Reboiras era propietario de un loro y de una botica (...) El cual se columpiaba en su percha junto a la jamba de la puerta los días de sol, o en su rincón de la tienda los de lluvia, y avisaba a su amo: "Perfecto, tienes clientes", o bien, cuando a las chicas del Pasaje de la Violada les tocaba inyectarse su Neosalvarsán primaveral, gritaba: "Perfecto, las putas", y si hacía sol, decía chicoleos, y, si viento, las insultaba.
Más allá de las evidentes coincidencias, la vinculación del loro Ravachol con el loro de esta novela fue confirmada, en su momento, por el propio Torrente en conversaciones con sus amigos, como recuerda Carlos Casares.

## El loro Ravachol en la cultura popular

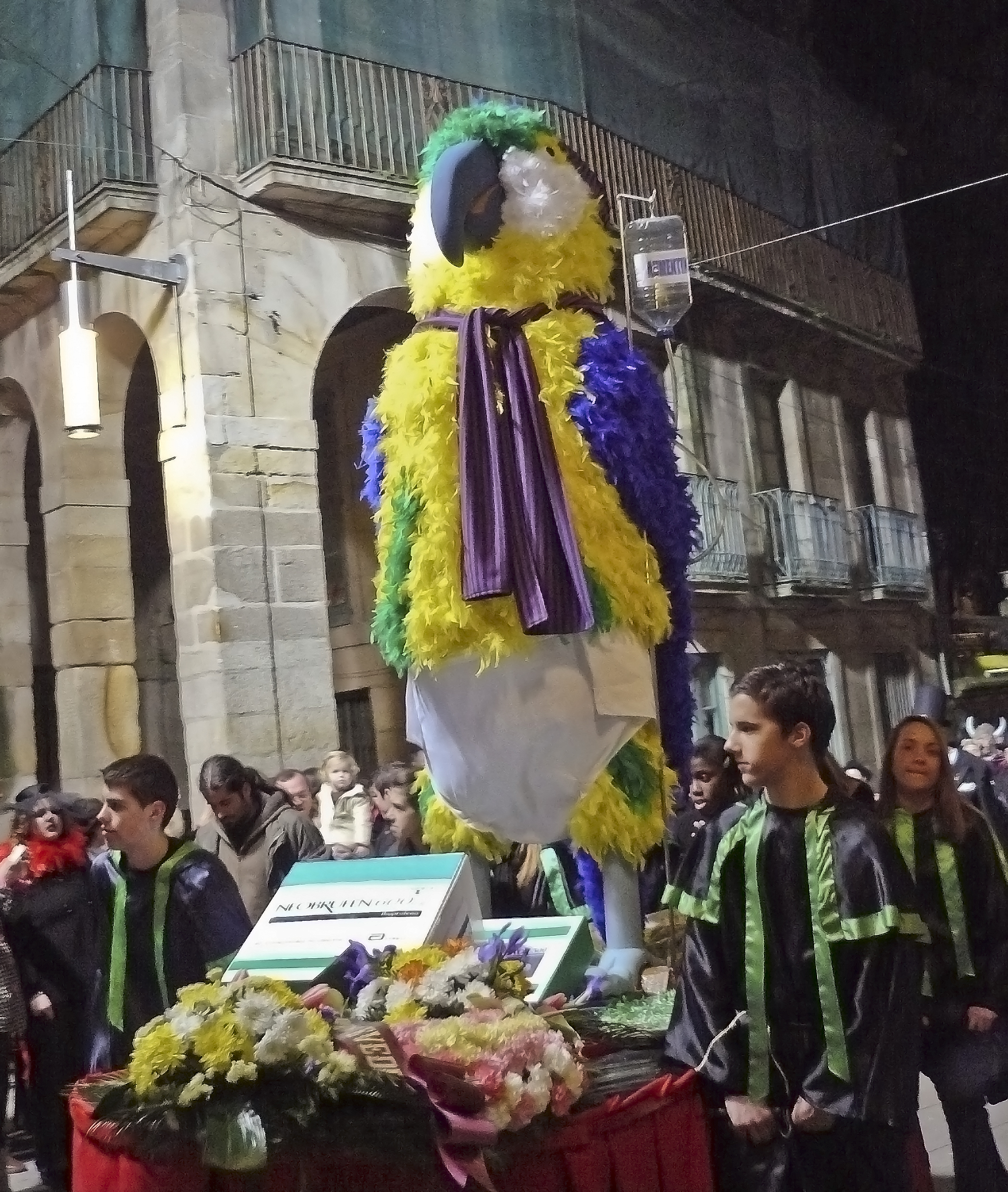
Cortejo del entierro del Loro Ravachol en 2008.

### Entierro moderno
En el año 1985, un grupo de animados pontevedreses junto a la comisión municipal de fiestas, decidieron recrear el velatorio y entierro del loro Ravachol en el carnaval de la ciudad. Destacó la participación de Bibiana Araújo, Pepe Shiva y Xosé Brea. El éxito de esa primera recreación fue de tal dimensión que en pocos años el entierro se convirtió en uno de los actos más populares de los carnavales españoles. La celebración cierra desde entonces la semana del animadísimo carnaval pontevedrés. Es habitual que Ravachol aparezca el lunes con un disfraz reivindicativo que cambia cada año según la actualidad. En un principio el entierro se celebraba en viernes, pero fue trasladado al sábado o domingo para facilitar la participación de los miles de asistentes llegados de todos los lugares.

### Relevancia
Son innumerables las muestras de reconocimiento a esta figura del carnaval pontevedrés. Ha sido objeto de reportajes televisivos, crónicas periodísticas, estudios históricos e inspiración literaria. Asimismo cuenta con su propia saeta, su propia rumba, sus tanguillos y coplas murgueras, su pin y su diferente merchandising. Además el loro Ravachol disfruta de un monumento alusivo en el preciso lugar donde transcurrieron sus pintorescas hazañas, en la esquina de la plaza de la Peregrina y la calle Michelena. Precisamente allí se recronstruye la botica y se recrean las famosas tertulias todos los años.
El loro tiene también dedicada una figura en la famosa cerámica de Sargadelos Los pastelillos llamados "Ravacholitos" están también dedicados al Loro Ravachol.

Coplilla murguera

Si quieres ir a la moda

Yo tengo la solución

Te pinchas un muñequito

y ya pareces un señor

Ponte un Curro

ponte un Cobi,

y también un Pelegrín

que hasta el loro Ravachol

tiene ya su propio pin

## Galería

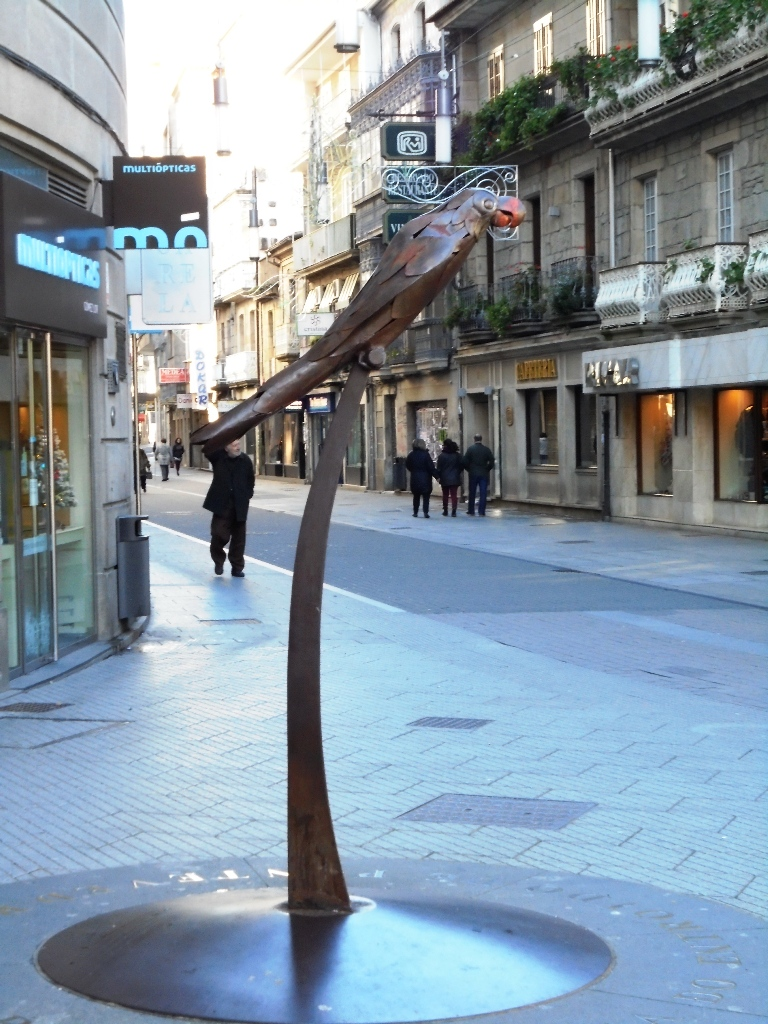
Escultura del Loro Ravachol en el centro de la ciudad.
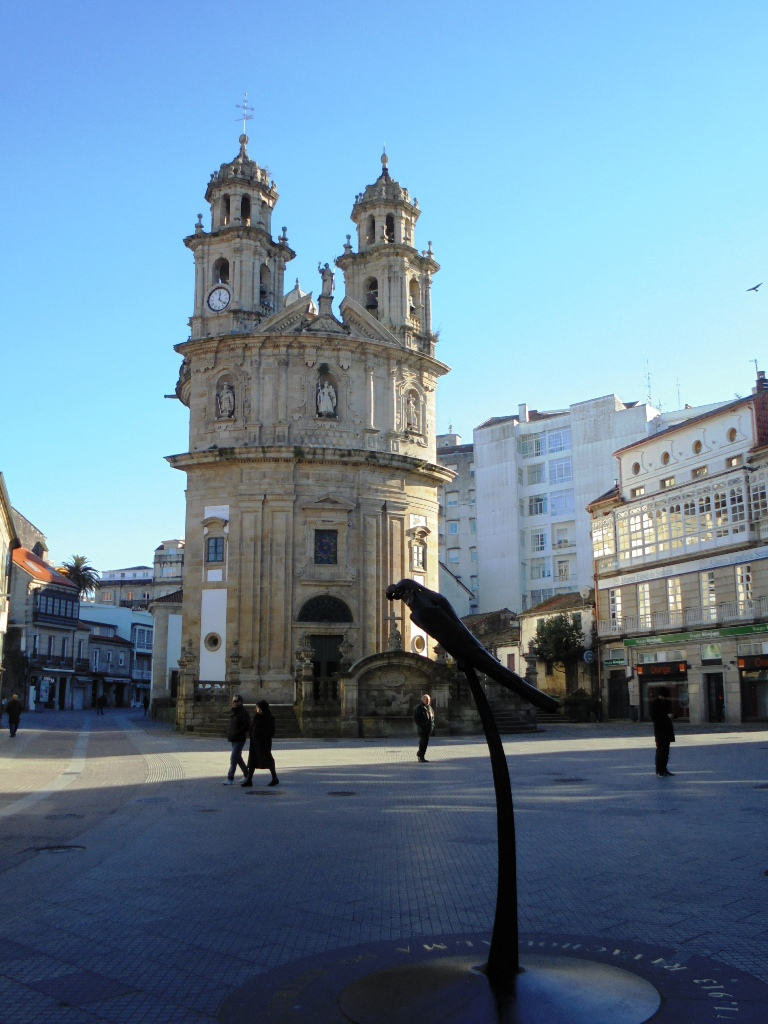
Plaza de la Peregrina.
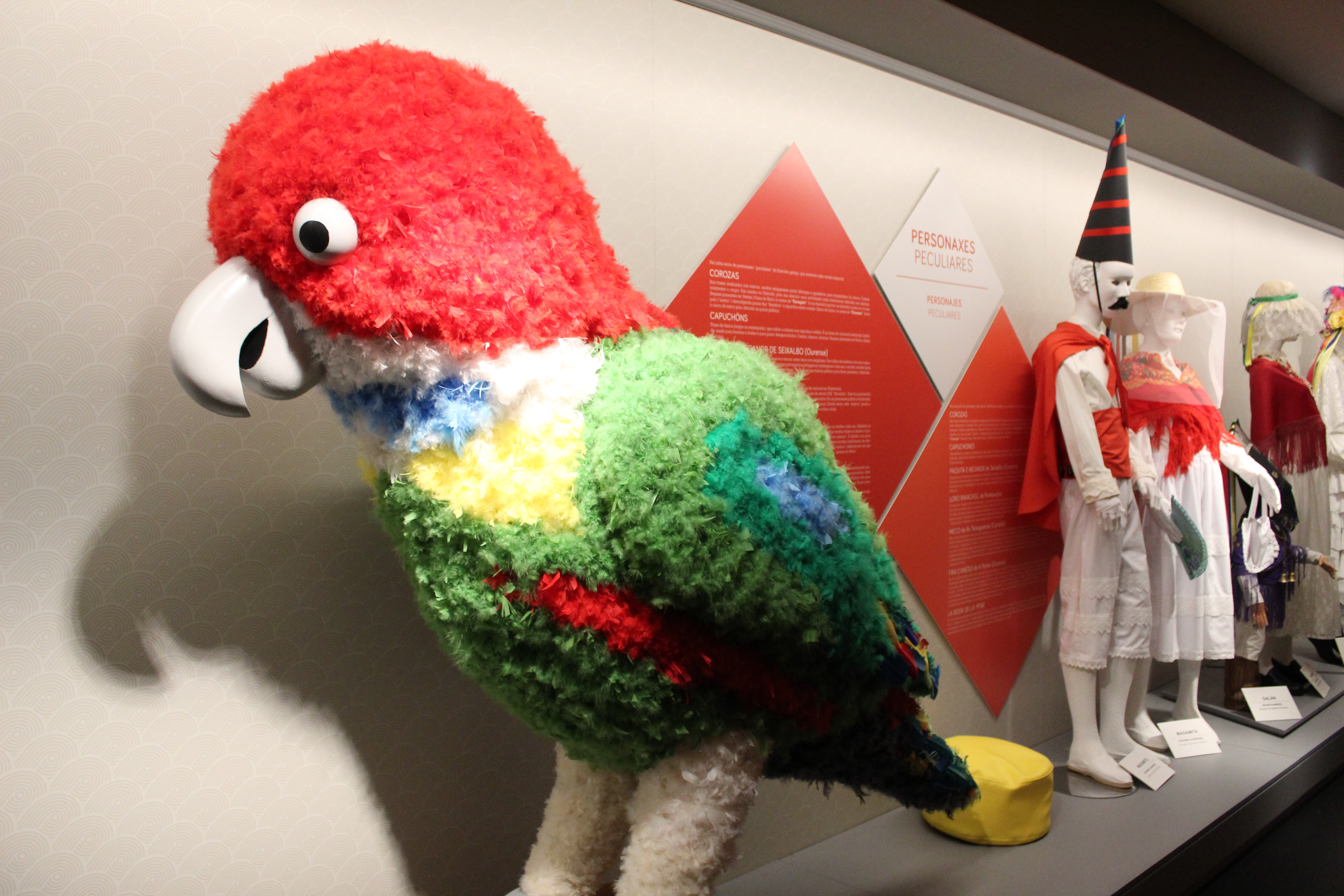
Ravachol en el Carnaval de 2019.
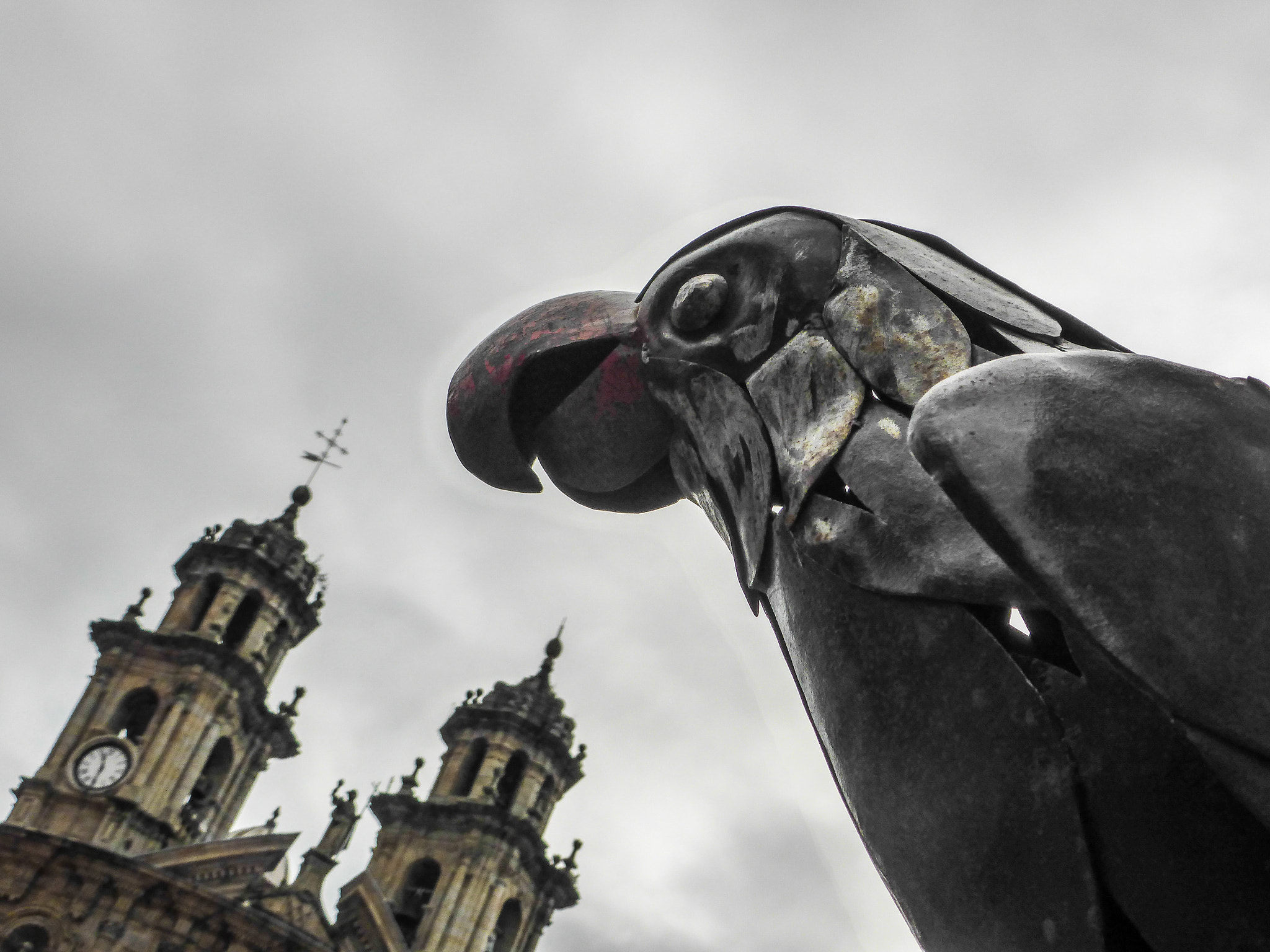
Cabeza del loro.
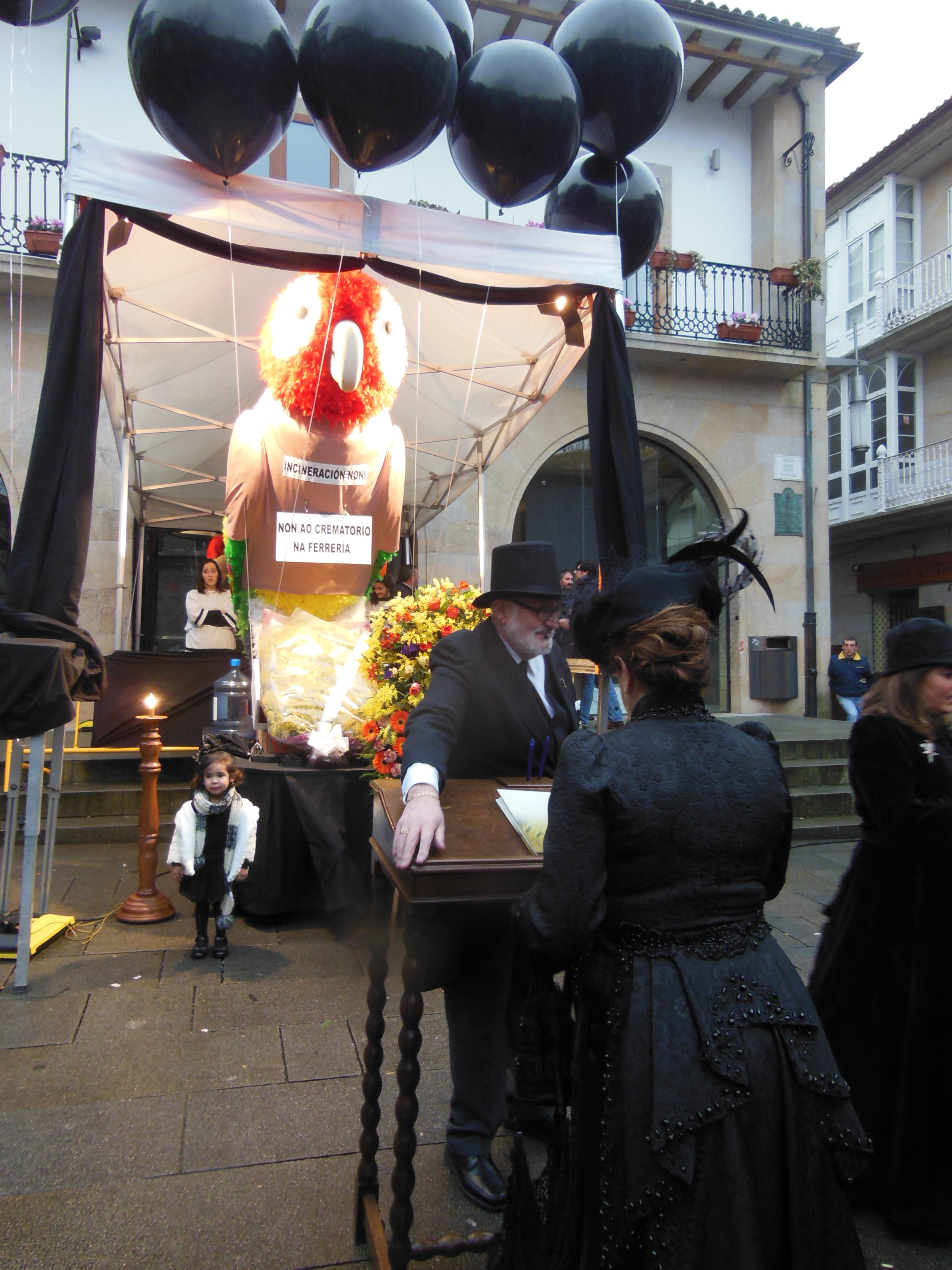
Ravachol en 2015 en la plaza de la Verdura